# پاین‌هرست (ماساچوست)
پاین‌هرست (به انگلیسی: Pinehurst) یک منطقهٔ مسکونی در ایالات متحده آمریکا است که در شهرستان میدلسکس، ماساچوست واقع شده‌است. پاین‌هرست ۹٫۹ کیلومتر مربع مساحت و ۷٬۱۵۲ نفر جمعیت دارد و ۳۲ متر بالاتر از سطح دریا واقع شده‌است.